# Mathias Löttge
Mathias Löttge (* 9. Januar 1958 in Salzwedel) ist ein deutscher Politiker (parteilos, früher: CDU und AfD). Er war von 2006 bis 2011 für die CDU Mitglied des Landtages von Mecklenburg-Vorpommern.

## Aktuelle Arbeit im Kreistag
Als Fraktionsvorsitzender der BVR/FW-Fraktion im Kreistag Vorpommern-Rügen setzt sich Löttge für eine beschleunigte Bearbeitung von Bauanträgen, die Ausweisung neuen Baulands sowie eine Erhöhung des Angebots an bezahlbarem Wohnraum ein.
Darüber hinaus gehört zu seinen politischen Schwerpunkten die Kritik an der Tourismuspolitik der Landesregierung Mecklenburg-Vorpommern. Er fordert eine stärkere Berücksichtigung der Interessen kleiner und mittelständischer Tourismusbetriebe im Landkreis Vorpommern-Rügen.

## Arbeit in Born
In der Gemeindevertretung Born am Darß befasst sich Löttge als stellvertretender Bürgermeister vor allem mit der Erhaltung der touristischen Infrastruktur, der Sicherung kommunaler Finanzen sowie mit Infrastrukturprojekten in den Ortsteilen. Dazu gehören die Sanierung von Gehwegen und Straßen, die Modernisierung kommunaler Einrichtungen und die Unterstützung von Vereinen.

## Leben
Löttge besuchte die Polytechnische Oberschule und absolvierte von 1974 bis 1977 eine Berufsausbildung. Im Anschluss arbeitete er bis 1981 als Fachverkäufer, später als Verkaufsstellenleiter. Schließlich wurde er stellvertretender Kaufhallenleiter eines Betriebes in Bitterfeld. Von 1981 bis 1984 war er Verkaufsstellenleiter in der Konsumgenossenschaft von Ribnitz-Damgarten und anschließend bis 1985 Abteilungsleiter des Handels. Löttge studierte von 1984 bis 1988 über ein Fernstudium das Fach Ökonomie an der Universität Rostock. Von 1987 bis 1989 arbeitete er als Betriebsdirektor im Konsum in einem Backwarenbetrieb. Danach arbeitete er noch für ein Jahr als mithelfender Ehemann im Betrieb seiner Ehefrau. Nach 1990 absolvierte er diverse Fort- und Weiterbildungslehrgänge im Fach Verwaltungsrecht. Er war während dieser Zeit von 1990 bis 1992 Bürgermeister der Gemeinde Born und von 1992 bis 1994 Hauptamtsleiter und leitender Verwaltungsbeamter des Amtes Darß/Fischland. Danach wurde er zum Bürgermeister Gemeinde Seeheilbad Graal-Müritz gewählt und blieb dies, bis er 1997 zum Bürgermeister der Stadt Barth gewählt wurde.

## Politik
Löttge gehörte dem Kreistag Nordvorpommern als stellvertretender Vorsitzender der CDU-Fraktion an. Er war dort stellvertretender Vorsitzender des Kultur- und Bildungsausschusses und Vorsitzender des Kreisentwicklungs- und Wirtschaftsausschusses. Er war Vorstandsmitglied im Regionalen Planungsverband Vorpommern und zudem Vorsitzender des Regionalen Tourismusverbandes in Fischland-Darß-Zingst. Er war bis 2010 Präsident der Deutschen Lebens-Rettungs-Gesellschaft e. V. (DLRG) von Mecklenburg-Vorpommern. Von November 2007 bis November 2011 war er zudem Vorsitzender des Tourismusverbandes des Landes Mecklenburg-Vorpommern. Bei der Landtagswahl 2006 zog er über das Direktmandat im Wahlkreis 25 – Nordvorpommern III/Stralsund I in den Landtag ein. Von November 2006 bis 2011 war Löttge stellvertretender Vorsitzender des Finanzausschusses und außerdem Sprecher der CDU-Fraktion für Finanz- und Tourismuspolitik. Zur Landtagswahl 2011 trat er aus gesundheitlichen Gründen nicht wieder an.
Im Januar 2014 gab Löttge seinen Wechsel zur Partei Alternative für Deutschland bekannt. Im März 2014 trat er bereits wieder aus der AfD aus.